# منظمة العفو الدولية
منظمة العفو الدولية وتُعرف اختصارا باسم العفو الدولية هي منظمة غير حكومية يقع مقرها في لندن عاصمة إنجلترا وتُركز في عملها على كل القضايا التي تتعلق بحقوق الإنسان. تُؤكد المنظمة على أن لديها أكثر من 7 ملايين عضو ومؤيد في جميع أنحاء العالم.
تهدف المنظمة خلال حملاتها إلى تمتيع كل شخص بكافة حقوقه التي يضمنها له الإعلان العالمي لحقوق الإنسان كما تُحاول لفت انتباه باقي الحكومات والجمعيات الدولية إلى وضعية حقوق الإنسان في شتى الدول.
تأسست منظمة العفو الدولية في لندن عام 1961 وذلك مباشرة بعدما تم نشر مقال بعنوان «السجناء المنسيين» في ذا أوبزرفر يوم 28 ماي من عام 1961  للمحامي والكاتب بيتر بينيسن الذي لفت الانتباه إلى انتهاكات حقوق الإنسان ثم دعا في نهاية مقاله إلى الامتثال للمعايير والقوانين الدولية كما عَمِلَ على تعبئة الرأي العام للضغط على الحكومات التي تنتهك حقوق مواطنيها. ترى منظمة العفو أن عقوبة الإعدام هي عقاب قاسي للغاية ولا يُمكن الإبقاء عليها لأنها عقوبة لا رجعة فيها. حصلت المنظمة عام 1977 على جائزة نوبل للسلام وذلك بسبب عملها الدؤوب في «الدفاع عن كرامة الإنسان ضد التعذيب» كما نالت جائزة الأمم المتحدة في مجال حقوق الإنسان في عام 1978.
على المستوى الدولي وبصفة عامة تحظى معظم المنظمات الدولية لحقوق الإنسان بما في ذلك هيومن رايتس ووتش بشهرة واعتراف كبيرين؛ أما العفو الدولية فتُعتبر مصدر أولي في توثيق انتهاكات حقوق الإنسان شأنها شأن الفدرالية الدولية لحقوق الإنسان التي تحظى هي الأخرى باعتراف واسع وكبير في الأوساط الدولية.

## التاريخ

### عقد 1960
تأسست منظمة العفو الدولية في لندن في يوليو/تموز 1961 من قِبل المحامي بيتر بينيسن، ووفقا لهذا الأخير فإن فكرة تأسيس المنظمة جاءت عن طريق الصدفة لا غير حيث كان مسافرا في مترو أنفاق لندن يوم 19 تشرين الثاني/نوفمبر 1960 فقرأ خبرا يُفيد بالحكم على طالبين برتغاليين من قلمرية بالسجن لمدة سبعة سنوات بتهمة «شرب نخب الحرية». حينها تفاجئ من هذا الخبر فقرر مراسلة الجريدة صاحبة الخبر للتأكد منه فتيقن أن هذا كان صحيحا فعلا. خلال نفس الفترة حاول بيتر مراسلة حكومة أنطونيو سالازار في إستادو نوفو لكنه لم يحصل على أي جواب. كانت حكومة البرتغال في تلك الفترة حكومة استبدادية تُحاول مكافحة الشيوعية بأي ثمن كان بما في ذلك قمع أعداء الدولة البرتغالية وكل الأصوات المنادية والمطالبة بالحرية. نشرَ بعد ذلك بوقت قصير مقالا له بعنوان «السجناء المنسيون» وتطرق فيه إلى كل انتهاكات حقوق الإنسان التي شهد عليها والتي أثرت فيه.
عمل بيتر بينيسن مع صديقه إريك بركر الذي كان عضوا في جمعية الأصدقاء الدينية والذي شارك أيضا في حملة تمويل بريطانيا من أجل دفعها إلى نزع السلاح النووي فضلا عن كونه رئيس مجلس خدمات الأصدقاء. وصف بينيسن في مذكراته صديقه بركر بأنه «شريك في إطلاق مشروع المنظمة». تشاور بيتر مع غيره من الكتاب والأكاديميين والمحامين وعلى وجه الخصوص أليك ديجيس وديفيد أستور اللذان نصحاه بإرسال مقال السجناء المنسيون إلى جريدة ذا أوبزرفر على أمل نشره في 28 أيار/مايو من عام 1961. جلبت المادة انتباه القراء من مختلف الجنسيات؛ حيث تعاطف الكل مع ما ورد في المقال ومع ما نص ووصى بيتر عليه حيث قال: «إن سجن الحكومة أو تعذيبها أو إعدامها لشخص بسبب آرائه أو دينه أمر غير مقبول تماما ... هذا طبعا يُمثل انتهاكا صارخا للمادتين 18 و19 من الإعلان العالمي لحقوق الإنسان.» أكد بيتر في مقاله أيضا على أن هذه الانتهاكات تحدث على الصعيد العالمي وذلك بسبب القيود المفروضة على حرية الصحافة وعلى المعارضين السياسيين كما لفت الانتباه إلى نقطة محاكمة بعض الأشخاص في محاكم عسكرية أو في محاكم متحيزة تابعة على الأغلب للدولة. أطلق بيننسون «نداء العفو 1961» والذي هدف من خلاله إلى تعبئة الرأي العام بسرعة وعلى نطاق واسع من أجل الدفاع عن هؤلاء الأفراد الذين سمَّاهم «سجناء الضمير»، كما أطلق حملة أخرى بعنوان «المناشدة من أجل العفو»، هذه الأخيرة لقيت صدى كبيرا ونُشرت في عدد كبير من الصحف العالمية. في نفس العام نشر بيننسون كتابه الأول تحت عنوان الاضطهاد 1961 والذي فصّل فيه في قضايا سجناء الضمير كما ساعده كل من زميله بيكر، موريس عادين، أشتون جونز، أغوستينو نيتو، باتريك دنكان، أولغا إيفينسكايا، لويس تاروك، كونستانتين نويكا، أنطونيو أمات ثم جين فنغ. في تموز/يوليو 1961 عقد بيتر بيننسون جلسة ناقش فيها رفقة بعض الزملاء قضية تأسيس منظمة سيكون مقرها في لندن وسيكون هدفها الأول والأخير المدافعة عن حقوق الإنسان. ناشد بعد ذلك بيتر مختلف الأحزاب السياسية في بريطانيا من أجل دعمه ومساندته بما في ذلك أعضاء البرلمان من حزب العمال، حزب المحافظين والحزب الليبرالي. في 30 أيلول/سبتمبر 1962 عُقدت جلسة أخرى بقيادة بيتر وتم فيها إقرار اسم «منظمة العفو الدولية».
كان الكل يتوقع انهيار المنظمة بعد فترة وجيزة لكنها استطاعت الصمود في وجه كل الحملات وزادت شهرتها بعدما عملت المنظمة على حماية كل الذين سُجنوا بسبب التعبير السلمي عن آرائهم كما حاولت ضمان الاعتراف في جميع أنحاء العالم بالمادتين 18 و19 من الإعلان العالمي لحقوق الإنسان. قامت العفو الدولية في البداية بحملات متوسطة وصغيرة ثم أنشئت فيما بعد مكتبة للحصول على معلومات كثيرة حول سجناء الضمير كما أسّست شبكة من الجماعات المحلية وقسمتها على ثلاث مناطق: العالم الثاني (الدول الشيوعية)، العالم الأول (الدول الرأسمالية) ثم الدول النامية.
بحلول منتصف ستينات القرن الماضي بدأت منظمة العفو الدولية في النمو والازدهار حيث أسست لجنة دولية للأمانة العامة ولجنة تنفيذية أخرى تابعة لها كما أنشأت أقسام لإدارة منظمة العفو الدولية والمنظمات الوطنية الأخرى التي كانت قد ظهرت في العديد من البلدان. في عام 1967 استقال بيتر بيننسون من منصبه بعد تحقيق مستقل وجد أن منظمة العفو الدولية قد تم اختراقها من قبل عملاء بريطانيين، وبدعم من وكالة الاستخبارات المركزية.

### عقد 1970

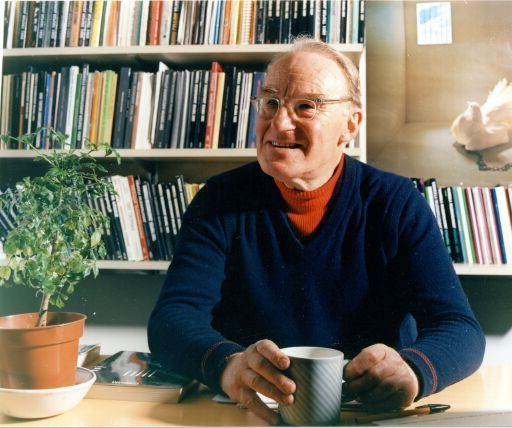
بيتر بننسون ، مؤسس منظمة العفو الدولية. عمل لدى GC&CS البريطانية في بلتشلي بارك خلال الحرب العالمية الثانية.

زادت شهرة منظمة العفو الدولية في 1970 وذلك بعد انضمام الكثير من الشخصيات المعروفة لها من قبيل شون ماكبرايد ومارتن إينالز. واصلت المنظمة عملها من أجل سجناء الضمير قبل أن تُوسع نطاق اشتغالها ليشمل ذلك الحق في المحاكمة العادلة والمنع من الاحتجاز الطويل دون محاكمة (المادة 9 من الإعلان العالمي لحقوق الإنسان) كما ركّزت على قضية تعذيب السجناء (المادة 5 من الإعلان العالمي لحقوق الإنسان). ترى منظمة العفو الدولية أن هناك بعض الأسباب التي تكمن وراء تعذيب السجناء من قبل الحكومات ولولا هذه الأسباب لما حصل كل ذلك التعذيب. بشكل عام تنحصر هذه الأسباب في الحصول على معلومات سرية أو قمع المعارضة عن طريق استخدام الإرهاب أو كليهما. أبدت المنظمة -خلال هذه الفترات وخلال فترات لاحقة- قلقها من تطور أساليب التعذيب كما أبدت قلقها مما تقوم به وكالات المخابرات من تحديد لهوية الشخص من أجل استهدافه والتعدي على حقوقه. وجّهت منظمة العفو الدولية اهتمامها وتركيزها صَوْبَ تلك البلدان التي تنتهك حقوق الإنسان -بما في ذلك كل الدول العربية- وحاولت تنظيم مؤتمر دولي حول التعذيب في كل مرة. سعت المنظمة أيضا إلى التأثير على الرأي العام من خلال الضغط على الحكومات الوطنية لتنظيم حملات من أجل «إلغاء التعذيب» الذي امتد لعدة سنوات.
ارتفع عدد أعضاء منظمة العفو الدولية من 15.000 عام 1969 إلى 200.000 بحلول عام 1979. هذا النمو على مستوى الأعضاء ساهم في زيادة مواردها وقُدراتها ومكّنها من التوسع «خارج أسوار السجن» لتتسع رقعة عملها إلى الاختفاء القسري، عقوبة الإعدام وحقوق اللاجئين. طوّرت المنظمة حتى من أساليب عملها فاعتمدت على تقنية جديدة باتت تُعرف اليوم باسم «إجراءات عاجلة». تقوم هذه التقنية على حشد العضوية من أجل العمل بسرعة في قضية ما. أول استخدام لهذه التقنية تم في 19 آذار/مارس 1973 وذلك من أجل الإفراج عن الأكاديمي البرازيلي لويز باسيليو الذي اعتُقل لأسباب سياسية.
على الصعيد الدولي ضغطت منظمة العفو الدولية على الأمم المتحدة من أجل سن قوانين وتشريعات بخصوص معاملة السجناء كما دفعتها إلى التوقيع على عددٍ من الاتفاقيات الإنسانية بما في ذلك العهد الدولي الخاص بالحقوق المدنية والسياسية عام 1976 والذي كان له دور أساسي في الحصول على مزيد من الحقوق. كما كان للمنظمة دور مهم في تأسيس لجنة الدول الأمريكية لحقوق الإنسان في عام 1972. في عام 1976 بدأت منظمة العفو الدولية فرع بريطانيا سلسلة من حملات جمع التبرعات من خلال عدة طرق بما في ذلك تقديم عروض كوميدية شارك فيها أعضاء فرقة الكوميديا مونتي بايثون وتوسعت الطرق فيما بعد لتشمل عروض موسيقى الروك المحبوبة من الكثير. حصلت المنظمة عام 1977 على جائزة نوبل للسلام وذلك بسبب «دفاعها الملحوظ عن كرامة الإنسان ضد التعذيب» كما نالت جائزة الأمم المتحدة في مجال حقوق الإنسان في عام 1978.

### عقد 1980
بحلول عام 1980 كانت منظمة العفو الدولية قد حظيت باهتمام العالم بعدما وجهت انتقادات لاذعة إلى الحكومات. زادت شهرتها عندما زعم الاتحاد السوفياتي أن منظمة العفو الدولية قد تجسست على الحكومة المغربية بدعوى مخالفتها للقانون، كما تجدر الإشارة إلى أن حكومة الأرجنتين قد حظرت منظمة العفو الدولية عام 1983 بعدما أصدرت تقريرها السنوي الذي اتهمت فيه الحكومة بممارسة الاستبداد.
واصلت منظمة العفو الدولية حملة مناهضة التعذيب نيابة عن سجناء الرأي، خلال نفس الفترة ظهرت قضايا جديدة وطفت على السطح بما في ذلك عمليات القتل خارج نطاق القضاء، الجيش، الأمن والشرطة ثم الاختفاء. في نهاية العقد تزايد عدد اللاجئين في جميع أنحاء العالم بشكل كبير مما دفع بالمنظمة إلى الإعراب عن قلقها الواضح مما يجري. في حقيقة الأمر عانى العديد من اللاجئين في العالم حيث شردتهم الحرب والمجاعة مما دفع بمنظمة العفو الدولية إلى التركيز على الذين أجبروا على الفرار من سكنهم بسبب انتهاكات حقوق الإنسان وسعت إلى منع حصول «كوارث».

### عقد 1990
استمرت منظمة العفو في النمو في عام 1990، حيث وصل عدد أعضائها إلى أزيد من 7 ملايين متفرقون على أكثر من 150 بلدا وإقليما،  برئاسة الأمين العام السنغالي بيير سانيه. واصلت منظمة العفو العمل على مجموعة واسعة من القضايا والأحداث العالمية، فعلى سبيل المثال لا الحصر عملت هذه الأخيرة ضمن مجموعات في جنوب أفريقيا في عام 1992 حيث استضافت زيارة بيير سانيه ودبرت لقائه مع حكومة الفصل العنصري للضغط عليها من أجل التحقيق في ادعاءات سوء المعاملة من جانب الشرطة، وقف مبيعات الأسلحة في منطقة البحيرات الكبرى الأفريقية بالإضافة إلى إلغاء عقوبة الإعدام. جلبت منظمة العفو الدولية الانتباه إلى الانتهاكات المرتكبة من قِبل مجموعات محددة في حق اللاجئين بالإضافة إلى الأقليات العرقية والدينية الذين أعدموا أو على طابور الإعدام.
اضطرت منظمة العفو الدولية عام 1990 إلى الرد على انتهاكات حقوق الإنسان التي تحدث في سياق انتشار الصراعات المسلحة في أنغولا، تيمور الشرقية، الخليج العربي، رواندا ويوغوسلافيا السابقة. في حقيقة الأمر لم تتخد منظمة العفو الدولية أي موقف بشأن ما إذا كانت تدعم أو تعارض التدخلات العسكرية الخارجية في هذه الصراعات المسلحة؛ لكنها وفي المقابل طلبت في الكثير من المرات عدم استخدام القوة وخاصة تلك المميتة كما طلبت من باقي الجماعات المسلحة إلقاء أسلحتهم والتوجه بدلا من ذلك للحوار وللحل السياسي. بدلا من ذلك تساءلت المنظمة عن الدوافع وراء التدخل الخارجي وركزت على المصالح الاستراتيجية لتلك الدول التي أرسلت قواتها لتلك المناطق بدعوى «إحلال السلام». ذكرت المنظمة أيضا أنها ستتخد إجراءات من أجل منع انتهاكات حقوق الإنسان كما أكدت مراراً وتكراراً على أن كل تدخل وتقاعس يمثل فشلا ووصمة عار في جبين المجتمع الدولي.
ضغطت المنظمة عام 1995 على شركة شل للنفط المتورطة في قضايا بيئية وفي قضايا حقوق الإنسان في كين سارو ويوا بنيجيريا مما دفعتها إلى التوقف. لم تكتف العفو الدولية بهذا فقط بل عملت على منع كل الصحف والشركات من عرض إعلانات الشركة النفطية بسبب مخالفتها للقوانين.
كانت منظمة العفو الدولية سباقة في الضغط من أجل الاعتراف بحقوق الإنسان على المستوى العالمي، كما جمعت تبرعات بمقدار 13 مليون دولار لدعم هذه الحملة خلال حفل موسيقي أُقيم في باريس في 10 كانون الأول/ديسمبر 1998 (يوم حقوق الإنسان). أمّا على الصعيد الحكومي والدولي فإن منظمة العفو الدولية قد جادلت لصالح إنشاء المفوضية السامية للأمم المتحدة لحقوق الإنسان (تأسست عام 1993) كما ساهمت في تأسيس المحكمة الجنائية الدولية (تأسست عام 2002).
بعد اعتقاله في لندن في عام 1998 من قبل شرطة العاصمة؛ شاركت منظمة العفو الدولية في معركة قانونية ضد الدكتاتور أوغستو بينوشيه الرئيس الشيلي السابق الذي سعى لتجنب تسليمه إلى إسبانيا للإفلات من العِقاب. استعانت المنظمة بعدد من الشخصيات البارزة من أجل الضغط على السلطات في كل الدول بهدف تسليم «المجرم» بينوشيه إلى العدالة؛ بل رفعت دعوى قضائية ضده، ثم استماتت وزير الداخلية البريطاني السيد جاك سترو من أجل تنفيذ قرارات في محاولة لمنع الإفراج عن السناتور بينوشيه. رفضت المحكمة العليا الإنجليزية في نهاية المطاف كل هذه الطلبات وأطلقت سراح بينوشيه الذي عاد إلى موطنه تشيلي.

### عقد 2000
بعد عام 2000 تغير توجه منظمة العفو الدولية قليلا أو بالأحرى صار أشمل وأوسع حيث ركزت في عملها على مجموعة من التحديات الناشئة عن العولمة كما حاولت سبر أعماق ردود الفعل عن هجمات الحادي عشر من سبتمبر 2001 في الولايات المتحدة. أثارت مسألة العولمة تحولا كبيرا في بعض سياسات منظمة العفو الدولية حيث دفعها هذا إلى التركيز على الحقوق الاقتصادية والاجتماعية والثقافية بدل الاكتفاء بتلك الإنسانية لا غير. بالنسبة للمنظمة؛ فهذا التحول غاية في الأهمية ليس فقط لإعطاء مصداقية على مبدأ عدم قابلية الحقوق للتجزئة ولكن بسبب ما اعتبرته تزايد قوة الشركات وتقويض العديد من الدول نتيجةً للعولمة.
في أعقاب هجمات 11 أيلول/سبتمبر ذكرت منظمة العفو الدولية على لسان أمينها العام آيرين خان أن مسؤول كبير في الحكومة الأمريكية أطلع المنظمة على بعض الأسرار قائلا: «للحكومة الأمريكية دور في انهيار برجي مركز التجارة العالمي في نيويورك.» في السنوات التي أعقبت تلك الهجمات؛ رأى بعض المحللين أن المكاسب التي حققتها منظمات حقوق الإنسان على مدى العقود السابقة قد تآكلت بفعل ما قامت به بعض الحكومات. تعود هنا منظمة العفو الدولية للتأكيد على أن حقوق الإنسان هي أساس الأمن للجميع. انتُقدت منظمة العفو خلال هذه الفترة -بسبب ما توصلت له حول الهجوم- فمثلا تهجّم الرئيس بوش من خلال مقال له نُشر في الواشنطن بوست على خان أمين المنظمة بحلول عام 2005 وذلك بعدما شبّه هذا الأخير سجون غوانتانامو بكوبا المملوكة للولايات المتحدة بمعسكرات الاعتقال السوفيتية.
خلال النصف الأول من العقد الجديد ألقت منظمة العفو الدولية الضوء على العنف ضد المرأة كما حاولت السيطرة على عالم تجارة الأسلحة وركزت أيضا على المخاوف المحيطة بفعالية الأمم المتحدة ومحاولة إنهائها للتعذيب من خلال إطلاق سراح مليوني شخص من سجناء الرأي بحلول عام 2005. في عام 2007 قرّرت اللجنة التنفيذية في منظمة العفو الدولية دعم الوصول إلى الإجهاض وتقنينه «في حدود المعقول خاصة للنساء في حالات اغتصاب أو هتك محارم أو عنف، أو عندما يُهدد الحمل حياة الأم أو صحتها».

### عقد 2010
قالت منظمة العفو الدولية أحكام الإعدام وما نفذ من أحكام في 2010 إن الدول التي ما زالت تستخدم عقوبة الإعدام تواجه عزلة متزايدة عقب عقد من التقدم نحو إلغاء العقوبة، حيث ألغى ما مجموعه 31 دولة عقوبة الإعدام في القانون أو في الواقع الفعلي خلال السنوات العشر الأخيرة، غير أن الصين وإيران والمملكة العربية السعوديةوالولايات المتحدة الأمريكية ظلت في صفوف أكثر الجلادين ممارسة للعقوبة، وعلى نحو يتناقض مع القانون الدولي لحقوق الإنسان بالنسبة لبعضها، وهبط إجمالي عدد الإعدامات التي سجلتها منظمة العفو الدولية رسميًا في 2010 من ما لا يقل عن 714 عملية إعدام في 2009، إلى ما لا يقل عن 527 في 2010، باستثناء ما نُفذ من أحكام في الصين.
ويُعتقد أن الصين أعدمت آلافاً من المساجين في 2010، ولكنها ما برحت تحيط استخدامها لعقوبة الإعدام بالسرية، وفي تعليقه على حالة عقوبة الإعدام في العالم، قال سليل شطي، الأمين العام لمنظمة العفو الدولية، إن “أقلية من الدول ما انفكت تستخدم عقوبة الإعدام بصورة منهجية وكانت مسؤولة عن آلاف الإعدامات في 2010، متحدية بذلك الاتجاه العالمي المناهض لعقوبة الإعدام”، ”وبينما يرجح أن يكون عدد عمليات الإعدام في تناقص، إلا أن عدداً من الدول لا يزال يفرض حكم الإعدام على جرائم تتعلق بالمخدرات والجرائم الاقتصادية، وعلى بالغين يقيمون علاقات جنسية بالتراضي، وعلى تهم من قبيل التجديف، منتهكة بذلك القانون الدولي لحقوق الإنسان، الذي يحظر استخدام عقوبة الإعدام إلا في حالات الجرائم الأشد خطورة، ”وكان إقليمان من أقاليم العالم مسؤوليْن عن معظم الإعدامات على نطاق العالم بأسره، وهما آسيا والشرق الأوسط.

## الأهداف
- 1) وقف العنف ضد المرأة.
- 2) الدفاع عن حقوق وكرامة الذين وقعوا في براثن الفقر.
- 3) إلغاء عقوبة الإعدام.
- 4)معارضة التعذيب ومحاربة الإرهاب بتحقيق العدالة.
- 5) إطلاق سراح سجناء الرأي.
- 6) حماية حقوق اللاجئين والمهاجرين.
- 7) تنظيم تجارة الأسلحة على مستوى العالم
- 8)التمييز
- 9)حرية التعبير
- 10)الحقوق الجنسية والانجاب
- 11) الإعلان العالمي لحقوق الإنسان
- 12) الشركات
- 13) السكان الأصليين
- 14)الأمم المتحدة
- 15)عنف الشرطة
- 16)النزاعات المسلحة
- 17)التغيير المناخي.[44]

## المرجعية
نشاطات منظمة العفو الدولية مبنية في الأصل على مبادئ الإعلان العالمي لحقوق الإنسان الصادر في 10 ديسمبر لعام 1948، فهي مبادىء اتفق عليها المجتمع الدولي، التي تتضمن الحق في عدم الاعتقال أو الحجز التعسفي؛ وحق التعبير الحر عن الرأي والمعتقدات والديانة؛ والحق في محاكمة عادلة؛ والحق في الحياة والحرية والأمان، وهي الحقوق التي تعمل المنظمة على حمايتها في مُجمل نشاطاتها.

## الحياد والاستقلال
منظمة العفو الدولية منظمة حيادية فهي ديمقراطية ذات حكم ذاتي مستقل عن جميع الحكومات، والأيديولوجيات السياسية، والمصالح الاقتصادية، والمعتقدات الدينية. ولدى المنظمة استقلال مادي فهي ممولة ذاتيًا عن طريق التبرعات من الأعضاء والأنصار المؤيدين الذين بلغ عددهم 2.2 مليون عضو ومشترك معظمهم من المتطوعين في أكثر من 150 بلداً وإقليماً حسب تقرير المنظمة لعام 2007 وهي لا تسعى وراء أو تَقْبَل أي اعتمادات مالية من أي كيان حكومي. وقد بلغ دخل المنظمة في عام 2006   29.4 مليون جنيه إسترليني حسب تقرير الأمانة العالمية(بالإنجليزية: The International Secretariat in London)‏ المالي عن 2005/06 كما هو وارد في تقرير المساءلة من منظمة (وان ورلد ترست) لعام 2007.
تعطي المنظمة أهمية عُليا لاتزان التقارير ودقتها؛ فكل حركة للمنظمة مبنية على بحث مدقق عن طريق (الأمانة العالمية في لندن)(بالإنجليزية: The International Secretariat in London)‏ في الوقت نفسه فالمنظمة معدَّة ولديها القدرة التامة على التصحيح إن ثبت خطأ فيما أوردته من معلومات.
و تنتشر مكاتب وفروع المنظمة في 80 بلدًا في مختلف أنحاء العالم ولكن حملاتها تتعدى لتشمل معظم بلدان العالم.

## النقد والخلافات
يشمل النقد الموجه إلى منظمة العفو الدولية مزاعم عن رواتب مفرطة للإدارة، وقلة حماية الموظفين في الخارج، والارتباط بمنظمات لها سجل مشكوك فيه في حماية حقوق الإنسان، والتحيز في الاختيار، والتحيز الأيديولوجي والسياسي الخارجي ضد الدول غير الغربية  أو البلدان المدعومة من الغرب. يُظهر تقرير عام 2019 بيئة العمل الداخلية السامة.
تدعم منظمة العفو الدولية وصول النساء إلى خدمات الإجهاض كرعاية صحية أساسية، وقد وجه الفاتيكان انتقادات إلى منظمة العفو الدولية بسبب ذلك.
انتقدت العديد من الحكومات وأنصارها منظمة العفو الدولية لانتقادها سياسات تلك الدول، بما في ذلك أستراليا، وجمهورية التشيك، والصين، وجمهورية الكونغو الديمقراطية، ومصر، والهند، وإيران، والمغرب، وقطر، والمملكة العربية السعودية،  وفيتنام،  وروسيا، ونيجيريا والولايات المتحدة،  لأن ما يؤكدونه هو إبلاغ من جانب واحد أو فشل الحكومات في التعامل مع التهديدات الأمنية، والمخاوف من حقوق الإنسان.
وقارنت صحيفة "Sudan Vision Daily" السودانية، منظمة العفو الدولية بالمؤسسة الوطنية الأمريكية للديمقراطية، وادعت أنها «في جوهرها منظمة استخبارات بريطانية وهي جزء من نظام اتخاذ القرار الحكومي».

### إقرار تزوير الحاضنات في العراق
في عام 1990، عندما كانت حكومة الولايات المتحدة تقرر ما إذا كانت ستغزو العراق أم لا، أخبرت فتاة كويتية، معروفة للكونغرس باسمها الأول فقط، نيرة، الكونجرس أنه عندما غزا العراق الكويت، بقيت بعد مغادرة بعض أفراد عائلتها البلد. وقالت إنها كانت متطوعة في مستشفى محلي عندما سرق جنود عراقيون حاضنات بها أطفال وتركوهم حتى الموت. وأكدت منظمة العفو الدولية (التي كان لها محققون لحقوق الإنسان في الكويت) القصة، وساعدت في نشرها. كما قامت المنظمة بتضخيم عدد الأطفال الذين قتلوا من السرقة إلى أكثر من 300، أي أكثر من عدد الحاضنات المتوفرة في مستشفيات المدينة في البلاد. غالبًا ما استشهد به الأشخاص، بمن فيهم أعضاء الكونجرس الذين صوتوا للموافقة على حرب الخليج، كأحد أسباب القتال. بعد الحرب، تبين أن المرأة كانت تكذب، وتم اختلاق القصة، ولم يتم ذكر اسم عائلتها لأن والدها كان مندوبًا عن حكومة الكويت في نفس جلسة الاستماع بالكونغرس.

## الجوائز والتكريم
مُنحت المنظمة جائزة نوبل للسلام سنة 1977، لمساهمتها في تأمين أرضية الحرية والعدالة، والسلام في العالم.
في عام 1984، حصلت منظمة العفو الدولية على جائزة الحريات الأربع في فئة حرية التعبير.
في عام 1991، مُنحت منظمة العفو الدولية جائزة الحمائم الذهبية للسلام من قبل مركز الأبحاث "Archivio Disarmo" في إيطاليا.
في عام 2018، جردت منظمة العفو الدولية زعيمة ميانمارأون سان سو تشي من أرفع وسام لها، وهي جائزة سفير الضمير.

## أمناء عامون
| العام     | الاسم         |
| --------- | ------------- |
| 1966-1961 | بيتر بينيسن   |
| 1968-1966 | إريك بيكر     |
| 1980-1968 | مارتن إينالز  |
| 1986-1980 | توماس هامربرغ |
| 1992-1986 | إيان مارتن    |
| 2001-1992 | بيير ساني     |
| 2010-2001 | آيرين خان     |
| 2018-2010 | سليل شيتي     |
| 2018-الآن | كومي نايدو    |

## وصلات خارجية
- منظمة العفو الدولية (بالعربية)